# Silepsa
Silepsa (grč. σύλληψις, súllêpsis) podvrsta je zeugme u kojoj se riječ odnosi na više riječi, ali se samo s jednom slaže u broju, rodu i padežu ili pak s drugom ima drukčije značenje. Često se koristi kao humoristično sredstvo.

## Primjeri
Značenjske silepse:
- Izgubio je novčanik i živce.
- Izdajem sobu i prijatelje.
- Začepio sam bocu i usta.

Silepsa se zna koristiti i za konstrukcije u kojima predikat jednog subjekta pripada većem broju subjekata:
- Sijevaju munje i gromovi.